# 1TV
1TV (en georgiano: პირველი არხი, romanizado: p'irveli arkhi) es el primer canal de televisión de Georgia, perteneciente a la Radiodifusión Pública de Georgia. Aproximadamente un 85% de la población recibe el canal.

## Historia
El canal inició emisiones el 30 de diciembre de 1956.
De 1970 a 1981, el desarrollo de 1TV estuvo ligado al trabajo de Grigory Ratner. En 1972, se instaló en el monte Mtatsminda una antena y equipos especiales para la transmisión de televisión y radio, lo que permitió a 600.000 familias de la República Socialista Soviética de Georgia recibir el canal. La cobertura de 1TV alcanzó el 94% en 1981.
En abril de 1991, se proclamó la independencia de Georgia, pero Abjasia y Osetia del Sur anunciaron simultáneamente su secesión. Eduard Shevardnadze, quien se suponía que debía conducir a la Georgia independiente hacia la prosperidad y un mayor desarrollo, fue incapaz de hacer frente a la crisis económica, los conflictos en Abjasia y Osetia del Sur y el bandidaje desenfrenado. Una de las consecuencias de su fallida política fueron los apagones sistemáticos y, como resultado, la escasa financiación de la televisión georgiana y el deterioro de los equipos. El principal programa de información en Georgia en ese momento era "Moambe" ("Boletín"), emitido tanto en georgiano como en ruso; la versión rusa era presentada por Mark Ryvkin, quien trabajó en la televisión georgiana durante más de 40 años. 
Por su postura estrictamente progubernamental, las autoridades abjasias lo criticaron duramente, pues prefería cubrir los acontecimientos en Abjasia desde un escenario favorable a las autoridades centrales georgianas. Sin embargo, también fue criticado en el parlamento georgiano: el diputado Sarishvili cuestionó la responsabilidad de los periodistas de 1TV por los reportajes y la competencia de Ryvkin, quien se manifestó constantemente a favor de Zviad Gamsakhurdia y Eduard Shevardnadze. En 2003, el programa fue cancelado y Ryvkin fue despedido tras la Revolución de las Rosas. El 22 de noviembre de 2003, la televisión georgiana cubrió en directo el proceso de destitución de Eduard Shevardnadze; sin embargo, según testigos, la calidad de la grabación y la imagen televisiva fue pésima, por lo que la audiencia extranjera, en principio, no pudo captar lo que sucedía en pantalla. 
El logotipo del canal a principios de la década de 2000 era una serie de líneas que creaban un diseño similar a una señal con el pulgar. 
En 2004, cuando Mikheil Saakashvili asumió la presidencia, se aprobó la Ley de Radiodifusión, según la cual la Radiodifusión Pública de Georgia se convirtió en una institución independiente del gobierno, gobernada por un Consejo de Administración. Además, son nombrados conjuntamente por el presidente y el Parlamento de Georgia, y su financiación se calcula a partir de un porcentaje determinado del PIB del país. En muchos sentidos, la Ley de Radiodifusión contribuyó a configurar la imagen moderna de 1TV, dándole transparencia en su política editorial. Además, fue durante el gobierno de Mikheil Saakashvili que aumentó la cuota de emisión televisiva en ruso en Georgia. Sin embargo, la feroz competencia entre 1TV y el Primer Canal de Información Caucásica, ambos en idioma georgiano, en el contexto del conflicto en Osetia del Sur, provocó una reducción de la emisión en ruso en 2010.
El sitio web oficial del 1TV está disponible en siete idiomas: georgiano, abjasio, armenio, azerbaiyano, osetio, inglés y ruso. El canal cumplió en 2024 68 años.

## Programación
El contenido del canal se basa en noticias (destacando "Moambe", como boletín informativo), programas de entrevistas, deportes, documentales, series, películas, el Festival de Eurovisión y Eurovisión Junior.
- მოამბე
- პოლიტიკური კვირა
- პირველი თემა
- მე მიყვარს საქართველო
- ცხოვრება მშვენიერია

## Imagen corporativa

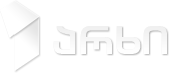
2010 - 2013